# Eugeniusz Kupper
Eugeniusz Kupper (ur. 1947 w Mierzeszynie) – polski poeta i prozaik, aktywny twórczo w gdańskim środowisku artystycznym od blisko 40 lat. Członek Związku Literatów Polskich, recenzent prasowy i publicysta, juror wielu konkursów poetyckich. 

## Życiorys
Urodził się na Kaszubach. Absolwent liceum ogólnokształcącego w Rumii, w którym debiutował w gazetce szkolnej wierszami i artykułami. Debiutował w prasie w 1976 r., na łamach „Dziennika Bałtyckiego”. Wcześniej, w roku 1970 powołał „Warsztat” – ugrupowanie interdyscyplinarne, które przyczyniło się do wielu ważnych wydarzeń artystycznych na Wybrzeżu, m.in. powstania Grupy Poetyckiej „Koło”, Klubu Literackiego im. Ryszarda Milczewskiego-Bruno, powołania Gdańskich Dni Poezji i „Listopada Poetyckiego”. 
Jego utwory publikowały m.in. czasopisma: „Student”, „Poezja”, „Pismo”, „Nowy Wyraz”, „Integracja”, „Autograf”, „Akant”, „Metafora”, i inne. Za życia Jerzego Giedroycia współpracował z paryską „Kulturą” i Zeszytami Historycznymi.
Wydawnictwo „Marpress” opublikowało jego powieści pod zbiorczą nazwą Kwartet Gdański oraz zbiór opowiadań zatytułowany Przewiew.
Wydał dwanaście tomików poetyckich, napisał ponad 20 utworów scenicznych i prozatorskich.
Mieszka na stałe w Gdańsku.

## Publikacje

### Proza
- Kwartet Gdański, obejmujący:[2]
  - Przeciąganie liny (1998)
  - Skok w dal (2002)
  - Skok wzwyż (2007)
  - Trójskok (2007)

### Poezja
- Z ogłoszenia (1981)
- Ulica Zamknięta (1987)[3]
- Czekam Jutra (1991)
- Nieskończona Podróż (1996)[4]
- Matka Boska Gdańska (1997)[5]

### Arkusze poetyckie
- Kobiety (1992)
- Twarze Poezji (1995)

### W antologiach
- World Literature Today, Stony Brook New York 1989
- Biblioteka Rękopisów I GTPS 1994
- Droga do Ashramu (antologia poezji kontrkulturowej 1998)
- Na ustach (antologia przekładów gdańskich poetów na rosyjski 2000 r.)

Publikowany w wielu pismach w USA i Niemczech.

## Nagrody i wyróżnienia
- „Poetycka Czerwona Róża” (1984)
- Specjalna nagroda „Honorowa Róża” (1996)
- Nagroda Prezydenta Miasta Gdańska w Dziedzinie Kultury z okazji jubileuszu 25-lecia pracy twórczej (2002)[6]
- Nagroda Prezydenta Miasta Gdańska w Dziedzinie Kultury z okazji jubileuszu 40-lecia pracy twórczej (2007)[6]